# Edward Paul
Edward Tyler Paul (* 24. August 1896 in New York; † 24. Dezember 1983 in Encinitas, Kalifornien) war ein US-amerikanischer Filmkomponist und Filmschaffender, der 1945 in der Kategorie „Beste Filmmusik“ für die Filme Up in Mabel’s Room und The Hairy Ape jeweils für einen Oscar nominiert war.

## Leben
Paul trat 1936 erstmals in dem Kurzfilm The Star Reporter unter dem Namen Ed Paul auf und wirkte im selben Jahr als Orchesterleiter in dem Kurzfilm Midnight Melodies mit. Im Jahr 1939 arbeitete er mit dem als Dick & Doof bekannten Komikerduo Stan Laurel und Oliver Hardy in der Komödie Laurel und Hardy: In der Fremdenlegion zusammen. In dem 1940 erschienenen Kriegsfilm Der lange Weg nach Cardiff von John Ford mit John Wayne in der Hauptrolle war Paul als Dirigent Teil des Musikdepartments. Daran schloss sich eine Arbeit in dem Musikfilm Swing-Romanze (1940) an, in dem Fred Astaire und Paulette Goddard die Hauptrollen spielten. In der Folgezeit arbeitete Paul immer wieder in Folgen der in Amerika populären Dokumentar-Kurzfilm-Reihe Unusual Occupations und Popular Science sowie einzelnen Folgen der Speaking of Animals-Kurzfilme im musikalischen Bereich mit. 
Im Jahr 1945 war Paul gleich für zwei Filme, für die er die Filmmusik geschrieben hatte, in dieser Kategorie für einen Oscar nominiert. Einmal für die Komödie Up in Mabel’s Room von Allan Dwan mit Marjorie Reynolds, Dennis O’Keefe und Gail Patrick, in der ein inzwischen verheirateter Mann in Schwierigkeiten gerät, als er ein verräterisches Negligé, in dessen Spitze seine Initialen gestickt sind, von seiner ehemaligen Geliebten Marjorie zurückerbitten will. Zum zweiten für das Drama The Hairy Ape von Alfred Santell mit William Bendix und Susan Hayward, in dem ein Heizer auf einem Schiff und ein schönes Mädchen aus einer höheren Gesellschaftsschicht, das ihn anfangs als haarigen Affen bezeichnet, aufeinandertreffen. Der Oscar ging jedoch an Max Steiner und die Literaturverfilmung Als du Abschied nahmst. 
In der Folgezeit arbeitete Paul vorwiegend fürs Fernsehen, so auch für mehrere Serien, wie beispielsweise Topper, für die er von 1953 bis 1955 für 69 Folgen Musik komponierte und auch für die Themenmusik verantwortlich war. Von 1956 bis 1961 war er überwiegend damit beschäftigt, Musik für Kurzfilme zu kreieren. Seine letzte Filmarbeit leistete er für den Science-Fiction-Film The Bamboo Saucer von 1968, für den er die Musik komponierte. 
Edward Paul starb an Heiligabend 1983 im Alter von 87 Jahren.

## Filmografie (Auswahl)
– wenn nicht anders angegeben, Music Department –
- 1936: The Star Reporter (Kurzfilm als er selbst unter dem Namen Ed Paul)
- 1936: Midnight Melodies (Kurzfilm; Orchesterleiter als Ed Paul)
- 1939: Gentleman-Cowboy (als Ed Paul)
- 1939: Laurel und Hardy: In der Fremdenlegion (The Flying Deuces)
- 1940: Der lange Weg nach Cardiff (The Long Voyage Home)
- 1940: Swing-Romanze (als Eddie Paul)
- 1940–1949: Unusual Occupations (Dokumentar-Kurzfilm, 23 Folgen)
- 1940–1949: Popular Science (Dokumentar-Kurzfilm, 21 Folgen)
- 1941: Speaking of Animals in a Pet Shop (Kurzfilm)
- 1942: Miss Annie Rooney
- 1942: And Their Families (Speaking of Animals and Their Families, Kurzfilm)
- 1942: Sechs Schicksale (Tales of Manhattan)
- 1944: Up in Mabel’s Room
- 1944: The Hairy Ape (als Eddie Paul)
- 1944: I’m from Arkansas (als Eddie Paul)
- 1944: Who’s Who in Animal Land (Kurzfilm)
- 1946: An Old Chinese Proverb: One Picture Is Worth Ten Thousand Words (Kurzfilm; Schauspieler als Eddie Paul)
- 1947: Moon Rockets (Dokumentar-Kurzfilm)
- 1947: Doctor Jim
- 1949: Speaking of Animals No. Y8-4: Hocus Focus (Kurzfilm)
- 1949: The Christmas Carol (Fernseh-Kurzfilm)
- 1950: Edgar Bergen with Charlie McCarthy (Fernsehfilm)
- 1950: The Silver Theatre (Fernsehserie, 9 Folgen)
- 1950, 1951: The Bigelow Theatre (Fernsehserie, 27 Folgen)
- 1950–1952: Crusader Rabbit (Fernsehserie, 10 Folgen)
- 1951: Family Theatre (Fernsehserie, 2 Folgen)
- 1951, 1952: Front Page Detective (Fernsehserie, 22 Folgen)
- 1953: Mahatma Gandhi – 20th Century Prophet (Dokumentation)
- 1953–1955: Topper (Fernsehserie, 69 Folgen)
- 1956: Down Liberty Road (Kurzfilm)
- 1956: Once Upon a Honeymoon (Kurzfilm)
- 1960: The Big Bounce (Dokumentar-Kurzfilm)
- 1961: Anatomy of an Accident (Kurzfilm)

– Komponist –
- 1941: Speaking of Animals in the Zoo (Kurzfilm)
- 1942: Speaking of Animals at the County Fair (Kurzfilm)
- 1943: The Rocky Road to Ruin (Kurzfilm)
- 1946: Speaking of Animals No. Y6-1: Stork Crazy (Kurzfilm)
- 1946: The Lonesome Stranger (Kurzfilm)
- 1950: The Fighting Stallion
- 1950: Charlie’s Haunt
- 1951: The Big Red Wagon (Dokumentar-Kurzfilm)
- 1968: The Bamboo Saucer

– Archivaufnahmen –
- 2015: Jon Boschen’s Classic Industrial Film Showcase (Fernseh-Dokumentation)
 in einer Folge von 1948: ‚Inside Story of Modern Gasoline‘

## Auszeichnungen
- 1945: Oscarnominierung für The Hairy Ape in der Kategorie „Beste Filmmusik“
  - zusammen mit Michel Michelet
- 1945: Oscarnominierung für Up in Mabel’s Room in der Kategorie „Beste Filmmusik“